# Vol Air Manila 702
Le 4 juin 1976, un Lockheed L-188 Electra effectuant le vol Air Manila  702, un vol charter assuré par la compagnie aérienne philippines Air Manila (en), entre la base aéronavale d'Agana (en), à Guam et l'aéroport international Ninoy-Aquino, à Manille, aux Philippines, s'est écrasé près d'une zone résidentielle, après avoir tenté de décoller de la piste 6L. Les 45 personnes à bord de l'appareil, ainsi qu'une personne au sol, ont péri dans l'accident.

## Avion
L'appareil impliqué était un Lockheed L-188A Electra, équipé de quatre turbopropulseurs de type Allison 501-D13, immatriculé RP-C1061 au moment de l'accident. Cet avion a effectué son vol inaugural en 1958, puis entre en service chez Eastern Air Lines, avec comme numéro d'immatriculation N5502. Il a ensuite été vendu à Air Manila (en) le 30 novembre 1971. 
Les dossiers de maintenance indiquent que le transpondeur ne fonctionnait pas le jour de l'accident. Le moteur n°2, situé sur l'aile gauche, sera arrêté en vol lors du trajet vers Guam en raison de problèmes mécaniques en vol ; plusieurs pilotes de la compagnie aérienne ont également signalé, dans le journal de maintenance, des problèmes avec le moteur n°3, situé sur l'aile droite, avant l'accident.

## Équipage et passagers
Douze membres d'équipage se trouvaient à bord du vol 702 : quatre membres d'équipage dans le cockpit, un responsable du chargement de l'avion, deux mécaniciens et quatre agents de bord. En cabine, on compte également 33 passagers, dont la plupart étaient des membres du personnel de la base.
L'équipage dans le cockpit était composé :
- du commandant de bord Roberto Javalera (46 ans), qui travaillait pour Air Manila (en) depuis le 16 septembre 1964, et était le pilote en fonction. C'était un pilote expérimenté, cumulant 10 016 heures de vol à son actif, dont environ 2 422 heures cumulées aux commandes d'un Lockheed L-188 Electra. Sa licence de pilote sur ce type d'avion était valide du 1er mars 1976 au 31 août 1976.

- du copilote Ernesto Nacion (40 ans), qui était le pilote non en fonction et travaillait pour la compagnie aérienne depuis le 17 avril 1968. Sa licence de pilote était valide de janvier 1976 jusqu'au 30 juin 1976. Au moment de l'accident, il totalisait 8 906 heures de vol, dont 2 037 heures sur Lockheed L-188 Electra.

- du mécanicien navigant Johnathan Javalera (aucun lien de parenté avec le commandant), âgé de 32 ans et travaillant pour Air Manila depuis le 28 février 1969.

- du pilote de relève Salvador Bello (33 ans), qui travaillait pour la compagnie aérienne depuis le 1er février 1970.

## Accident
Le vol 702 s'est écrasé alors qu'il tentait de décoller de la piste 6L de la base aéronavale d'Agana (en), à 14h47. Quelques secondes après le décollage, l'hélice du moteur n° 3 s'est mise en drapeau. Plusieurs témoins ont rapporté que l'avion a décollé de la piste après avoir parcouru 2286 m de la piste, longue de 3052 m ; ils ont également notés que, malgré la mise en drapeau de l'hélice, le décollage semblait se dérouler normalement. 
Après la panne, l'avion est monté à une altitude comprise entre 75 et 100 pieds (22 et 30 m) pendant un certain temps, puis s'est mis à voler en palier sur une distance de 1 600 pieds (487 m) avant de s'écraser au-delà de l'extrémité de la piste ; il à d'abord percuter le flanc d'une colline, en traversant une clôture et heurtant une voiture au sol, avant de finalement s'arrêter dans un terrain vague et d'exploser. 
Les 45 personnes à bord, ainsi que le conducteur de la voiture, ont été tués. Deux personnes vivant à proximité du lieu de l'accident ont également été grièvement blessées par l'explosion qui à suivi le crash.

## Causes
La principale cause de l'accident est la réaction inappropriée de l'équipage à la panne du moteur n°3. Le commandant de bord a poursuivi le décollage malgré une panne moteur, alors qu'il aurait pu interrompre le décollage en toute sécurité, n'ayant pas encore atteint la vitesse de rotation (VR). 
Le rapport final du conseil national de la sécurité des transports (NTSB) indique que le crash du vol 702 est le résultat de la perte de capacité de montée de l'avion, après que l'équipage ait rentré les volets à une altitude trop réduite pour pouvoir franchir la colline. La décision du commandant de bord de poursuivre le décollage suit à une panne moteur avant d'avoir atteint la vitesse VR a également contribué à l'accident.